# 350e anniversaire de Montréal

Le 350e anniversaire de Montréal a célébré, en 1992, la fondation de Montréal (Québec). Fondée en mai 1642 par Sieur de Maisonneuve, il s'agit maintenant de la plus importante ville francophone d'Amérique.
La Corporation des célébrations du 350e anniversaire de Montréal est créée en 1988 pour planifier les célébrations. Monsieur Patrick Kenniff (alors recteur à l'Université Concordia) en fut le Président du Conseil et Monsieur Michel Petit, le directeur général.
Les Fêtes du 350e ont commencé le 16 mai 1992 (la veille de la Grande Messe commémorative de Montréal du 17 mai soulignant la date anniversaire de Montréal) pour se terminer à la fin octobre de la même année.
Plusieurs activités, concerts, expositions, défilés spéciaux se déroulent pendant les 5 mois de manifestations. De plus, plusieurs aménagements urbains importants sont associés au 350e anniversaire de Montréal.

## Place du350e
La Corporation des célébrations du 350e anniversaire de Montréal a créé un lieu central qui fut le cœur des activités du 350e de Montréal. La Place du 350e fut installée sur le quadrilatère où l'on venait de créer (en mai 1992) le Parc Émilie-Gamelin.
Tous les jours, du 12 juin 1992 au 7 septembre 1992, la Place du 350e fut le théâtre de plus de 200 activités culturelles gratuites de tous genres visant à rejoindre un vaste public. Le spectacle de clôture de la Place du 350e, qui mettait en vedette Ginette Reno le 7 septembre, a attiré une foule de plus de 15 000 personnes.

## Le weekend d'ouverture (16, 17 et 18 mai 1992)
Tout le weekend des 16, 17 et 18 mai, les Montréalais et les touristes ont participé massivement aux célébrations du 350e anniversaire de Montréal. Il s'agissait en fait d'un weekend portes-ouvertes où plusieurs lieux accueillaient gratuitement les visiteurs dans leurs locaux ou expositions. Un des lieux les plus courus fut le tout nouveau Vieux-Port de Montréal dont les nouvelles installations rendaient enfin accès aux berges du fleuve. Voici les éléments forts de ce weekend :
- le samedi 16 mai 1992, un défilé de nuit carnavalesque, La nuit de Montréal, a donné le coup d'envoi aux fêtes. Composé de 1 500 figurants, le défilé est parti en soirée du boulevard Saint-Joseph pour descendre le boulevard Saint-Laurent jusqu'au Vieux-Port de Montréal. Plus de 250 000 spectateurs ont assisté à ce spectacle conçu par Michel Lemieux et Richard Blackburn. En fin de soirée, dans le Vieux-Port, sur l'Île Notre-Dame, sur le Parc du Mont-Royal, près d'un demi-million de gens se sont rassemblés pour admirer le plus important feu d'artifice jamais vu au Canada dont le thème était l'histoire de Montréal ;

- le dimanche 17 mai 1992, une messe commémorative, présidée par Mgr Jean-Claude Turcotte, archevêque de Montréal, était célébrée à la Basilique Notre-Dame. Cette messe fut diffusée à la télévision de Radio-Canada et à la CBC. À cette occasion, l'Hymne du 350e de Montréal fut composée par Benoît Lacroix, O.P., et une œuvre de l'organiste Pierre Grandmaison a été créée alors qu'un chœur de 400 voix venait ajouter un caractère solennel à cette messe. Sur la Place d'Armes, à la sortie de la messe, les invités pouvaient entendre la prestation Du Chœur d'enfants de Montréal en présence de son cofondateur Yves Jean Lacasse. La cérémonie protocolaire, organisée pour honorer le travail de Pierre Bourque (alors directeur du Jardin botanique de Montréal), a été présidée par le Maire de Montréal Jean Doré ;

- toujours le dimanche 17 mai 1992, en après-midi, une immense foule se rendit devant le tout nouveau Musée d'archéologie et d'histoire de Pointe-à-Callière où avait lieu l'inauguration officielle des célébrations du 350e anniversaire de Montréal en présence du Premier Ministre du Canada, l'Honorable Brian Mulroney, du Premier Ministre du Québec, monsieur Robert Bourassa, et du maire de Montréal, Jean Doré ;

- le lundi 18 mai 1992, l'Orchestre symphonique de Montréal présentait le Te Deum de Berlioz à la Basilique Notre-Dame, sous la direction de Charles Dutoit. Ce concert fut donné à la mémoire du premier Te Deum chanté par Paul de Chomedey, sieur de Maisonneuve et ses compagnons à leur arrivée à Ville-Marie.

On estime que plus d'un million ont participé aux activités du 350e pour le seul premier weekend dont 550 000 sur le site du Vieux-Port seulement.

## Événements spéciaux
- Une quarantaine de représentation du Grand jeu de nuit, d'André Viens et de Normand Latourelle ainsi que des comédiens du Théâtre Sans Fil. Ces représentations comprenaient une projection multimédia extérieure sur la Basilique Notre-Dame (du 14 juillet et 15 août 1992). Le succès fut immense, les 90 000 billets disponibles furent vendus.
- Plusieurs expositions ont lieu au Marché Bonsecours en 1992[5] : 1) Territoire Intérieur — « À mille lieux » Installation vidéo fondée sur le principe de la projection virtuelle. Conception et réalisation de Michel Lemieux en collaboration avec Victor Pilon  2) Ainsi va la ville   3) À mille lieux de Kahswenhtha  4) Racines du futur (l'aventure des télécommunications à Montréal).
- Trois Méga-concerts eurent lieu au Parc des Îles dans le cadre du 350e soit Montréal, ville francophone présenté devant 70 000 personnes le 19 juillet 1992, Montréal reçoit présenté devant 55 000 personnes le 25 juillet et Montréal au rythme des Amériques devant 45 000 personnes le 15 août.
- Présentation de l'exposition de « Ces femmes qui ont bâti Montréal » par le Ministère des affaires culturelles du Québec (à la Maison de la culture Mercier).
- À l’occasion du 350e anniversaire de Montréal, la troupe de danse Les Sortilèges réalisent une rétrospective de la danse à Montréal : du Parc Sohmer à Gilles Vigneault. Ce spectacle fut présenté du 8 au 12 juillet 1992, au Théâtre de Verdure du Parc Lafontaine.
- Gala de clôture du 350e anniversaire de Montréal devant 12 000 personnes réunies au Forum de Montréal. Thème : les chansons les plus évocatrices de Montréal.

## Ajouts d'attraits, de parcs et d'aménagements publics en 1992
Les célébrations du 350e anniversaire ont été l'occasion de rénovations d'institutions, d'ajouts d'attraits touristiques majeurs et de réaménagements urbains d'importance à Montréal. En voici la liste :
- la Ville de Montréal profite du 350e anniversaire pour rénover l'Hôtel de ville et construire l'imposant Complexe Chaussegros-de-Léry ;
- le Champ-de-Mars est libéré des stationnements et on y aménage une place publique ;
- déménagement (et agrandissement) du musée d'art contemporain de Montréal à la Place des Arts ;
- après plusieurs années de travaux, le musée McCord ouvre à nouveau, à la suite du projet d'agrandissement majeur de l'édifice Nobbs ;
- inauguration par la Ville de Montréal en mai du nouveau musée d'archéologie et d'histoire de Pointe-à-Callière dans le cadre du 350e anniversaire de Montréal ;
- inauguration en juin du Biodôme de Montréal, contribution du Gouvernement du Québec aux fêtes du 350e anniversaire de Montréal ;
- réaménagement majeur et inauguration en mai du Vieux-Port de Montréal, contribution du Gouvernement du Canada aux fêtes du 350e anniversaire de Montréal ;
- inauguration du nouveau musée des Hospitalières de l'Hôtel-Dieu de Montréal ;
- le parc Émilie-Gamelin, qui fut longtemps un parc de stationnement, a été réaménagé par la Ville de Montréal en parc à l'occasion des festivités du 350e anniversaire de Montréal ;
- fermé aux citoyens depuis 30 ans (pour des usages administratifs), le marché Bonsecours redevenait un lieu public, en mai 1992, à la suite de rénovations importantes ;

- la conjoncture a amené, en 1992, la construction de trois nouvelles tours à bureau de grande taille au centre-ville de Montréal: le 1501 McGill College avec ses 158 mètres de haut, ensuite le 1250 René-Lévesque de plus de 199 mètres de haut et le 1000 de La Gauchetière plus grande tour de Montréal avec ses 205 mètres de hauteur.

La Corporation des célébrations des célébrations du 350e anniversaire de Montréal estime, qu'en 1991 et 1992, les pouvoirs publics et le secteur privé ont investi 441 millions de dollars dans 18 projets immobiliers et des projets d'aménagements de lieux publics à Montréal ; ce qui est une période faste pour l'amélioration des lieux et équipements culturels (et touristiques) de Montréal.

## Ajouts de monuments ou d'œuvres dans le cadre du350e
- Don de la ville de Berlin à Montréal : un segment du Mur de Berlin au Centre de commerce mondial de Montréal.
- Don de la ville de Lyon à Montréal : Le Lion de La Feuillée (œuvre en fonte de 1831) qui se trouve à l’entrée de la roseraie du Jardin botanique de Montréal.
- Monument commémoratif pour le 350e anniversaire de Montréal (à la Place Royale, sur le promontoire qui recouvre la crypte archéologique du Musée Pointe-à-Callière) de Dan Hanganu.
- Monument à la première concession de Montréal à Pierre Gadois (Place d'Youville).

## Capsule de temps
- Sous la croix du Mont-Royal, une plaque marque l'emplacement d'une capsule de temps déposée en 1992 dans le cadre des célébrations du 350e anniversaire de Montréal. Elle contient les messages et dessins de 350 enfants montréalais décrivant leurs visions du Montréal de l'an 2142. La capsule doit être en effet rouverte lors des célébrations du 500e anniversaire de Montréal[8].

## Chanson thème
- Dan Bigras réalise avec le romancier Christian Mistral la chanson thème des célébrations marquant le 350e anniversaire de Montréal : « Un bateau dans une bouteille ».

## Source
- Corporation des célébrations du 350e anniversaire de Montréal (1642-1992). Rapport des célébrations du 350e anniversaire de Montréal. 1992